# Jens Höing
Jens Höing, född 21 februari 1987 i Münster, är en tysk racerförare.

## Racingkarriär
| År                                               | Klass/Mästerskap             | Team                                   | Bil                                                    | Totalt/poäng | Bästa placering             |
| ------------------------------------------------ | ---------------------------- | -------------------------------------- | ------------------------------------------------------ | ------------ | --------------------------- |
| 2005                                             | Formula BMW ADAC             | Team Rosberg                           | Mygale FB02 (BMW K1200RS)                              | 23:a/2p      | ?                           |
| 2006                                             | Formula BMW ADAC             | GU-Racing Motorsport Team              | Mygale FB02 (BMW K1200RS)                              | 14:e/11p     | ?                           |
| 2006                                             | Formula BMW World Final      | GU-Racing Motorsport Team              | Mygale FB02 (BMW K1200RS)                              | 18:e         | 18:e i Valencia             |
| 2007                                             | Formula BMW ADAC             | GU-Racing Team International           | Mygale FB02 (BMW K1200RS)                              | 14:a/206p    | ?                           |
| 2008                                             | ATS Formel 3 Cup             | Franz Wöss Racing Team Rhino's Leipert | Dallara F307 (Opel Spiess) Dallara F307 (Mercedes HWA) | 17:e/1p      | 8:a på Nürburgring (Race 1) |
| 2009                                             | FIA Formula Two Championship | MotorSport Vision                      | Williams JPH1 F2 (Audi)                                | -/0p         | 13:e på Brno (Race 2)       |
| Senast uppdaterad: 2009-11-01 (5540 dagar sedan) |                              |                                        |                                                        |              |                             |